# Babyloniska världskartan

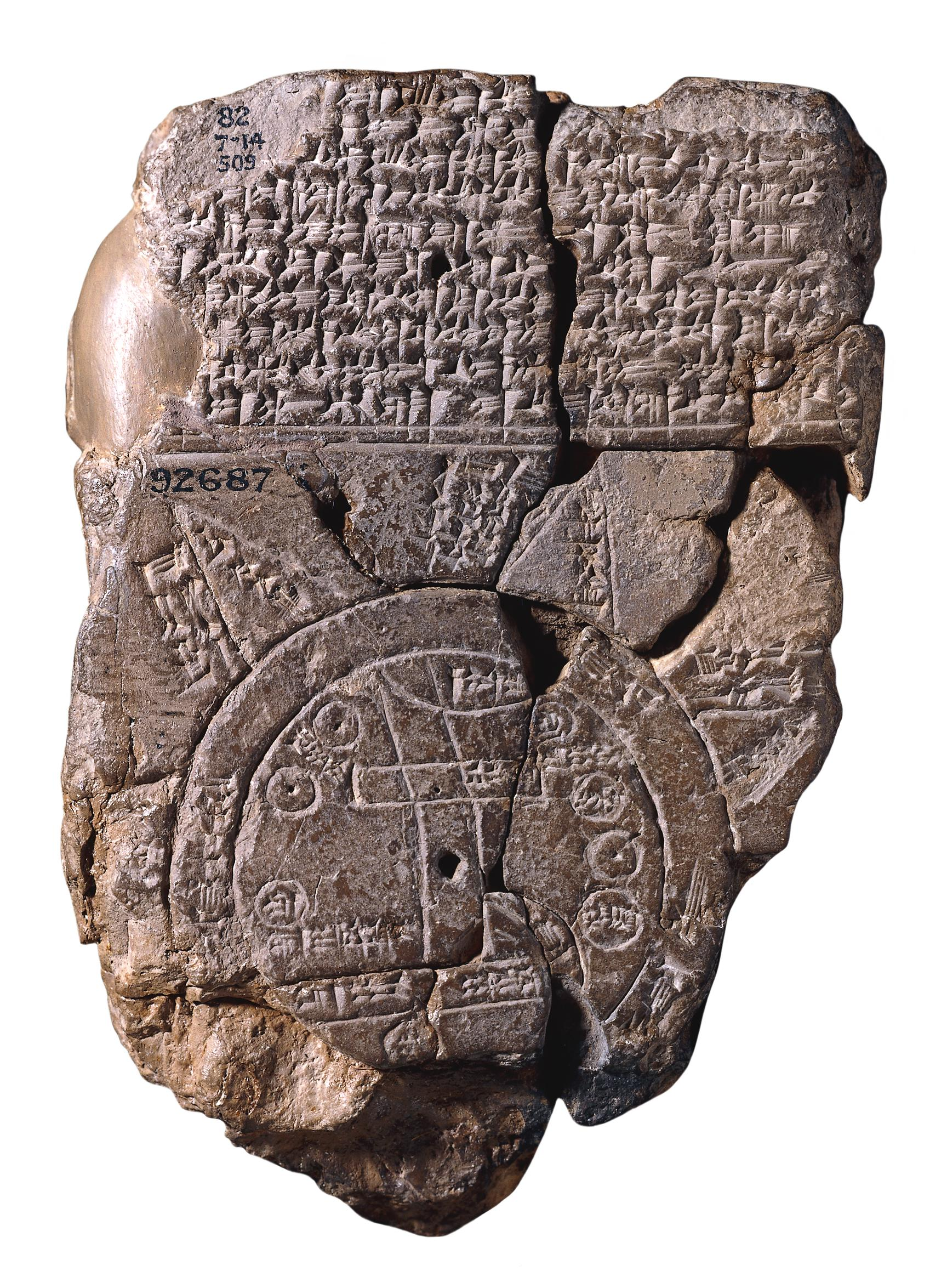
Babyloniska världskartan.

Babyloniska världskartan är en lertavla som visar den kända världen utifrån Babyloniens perspektiv. Tavlan, som är skadad, innehåller även en del kilskrift.
Den hittades i Sippar i södra Irak och dateras vanligtvis till 500-talet f.Kr. Lertavlan visades första gången 1899 och finns idag på British Museum.
Det har antagits att de öar som visas på kartan, som möjligtvis är verkliga platser, kan representera en mytologisk tolkning av världen.